# Episodi di Medicina generale (prima stagione)
La prima stagione della serie televisiva italiana Medicina generale è andata in onda su Rai 1 dal 25 febbraio 2007 e si è conclusa il 2 giugno 2008. La stagione è stata interrotta a cinque episodi dal termine della prima stagione, con l'episodio Un amico per nemico. I restanti episodi sono stati trasmessi a partire dal 13 maggio 2008 sempre su Rai 1.
| nº | Titolo                 | Prima TV Italia  |
| -- | ---------------------- | ---------------- |
| 1  | La scelta di Anna      | 25 febbraio 2007 |
| 2  | Madri                  | 26 febbraio 2007 |
| 3  | Ragioni e sentimenti   | 4 marzo 2007     |
| 4  | Un giorno particolare  | 11 marzo 2007    |
| 5  | La vergogna            | 18 marzo 2007    |
| 6  | Errori                 | 25 marzo 2007    |
| 7  | Il prezzo della verità | 26 marzo 2007    |
| 8  | Un amico per nemico    | 1º aprile 2007   |
| 9  | Legami                 | 13 maggio 2008   |
| 10 | Seconda pelle          | 14 maggio 2008   |
| 11 | Nel cerchio di fuoco   | 25 maggio 2008   |
| 12 | Arrivi e partenze      | 1º giugno 2008   |
| 13 | Missione India         | 2 giugno 2008    |

## La scelta di Anna
Immaginate che sia il vostro primo giorno di lavoro. È tardi e non siete ancora usciti di casa. Vostro figlio doveva essere accompagnato a scuola dall'ex marito, che naturalmente sembra essersi volatilizzato. Riuscite a sistemare la cosa, una corsa in mezzo al traffico e finalmente arrivate a destinazione, dove durante una manovra tamponate una macchina, e mentre cercate di rimediare, un barbone fuori di testa non va dà pace. Finalmente vi presentate ai nuovi colleghi e la loro accoglienza vi gela: il superiore è furioso mentre vi chiede che fine avevate fatto, tutti gli altri vi guardano con un'aria diffidente e scettica. Come vi sentireste? Immaginate adesso che tutto questo succeda alla nuova caposala del reparto di medicina del Sant'Angelo, un ospedale romano. Anna Morelli, giovane infermiera appena laureata, la prima del suo corso, ha appena ottenuto il posto: sta per iniziare una nuova vita, ma l'inizio non è certo dei migliori. Per fortuna l'apparenza spesso inganna, e dietro quelle facce ostili si nascondono in realtà colleghi generosi, anche se a volte dai modi un po' bruschi. Angelo fa l'infermiere da trent'anni, e se adesso sbraita tanto è perché quel posto di caposala se lo sentiva già in tasca. Bergamini, il primario, lo tiene a bada: è stato lui a scegliere Anna per l'incarico e giustificare le sue scelte non è nelle sue abitudini. Il lavoro non manca, le emergenze nemmeno, e Anna ha subito l'occasione di riscattarsi e di farsi apprezzare dai medici per le sue capacità professionali e umane. Durante uno shock da infarto, infatti, è proprio grazie alla sua prontezza che il paziente viene salvato… e Giacomo Pogliani, il più giovane tra i medici del reparto, appena separato dalla fidanzata Camilla, inizia a guardarla con occhi molto interessati. Se ne accorge, Anna, e anche se si sente lusingata non è certo a questo tipo di pensieri che si può abbandonare adesso. Si è appena separata dal marito Andrea, ma a quanto pare non dai problemi in cui lui si caccia, visto che ogni volta che è in difficoltà corre da lei. Spirito da crocerossina? Forse, ma ad Anna chi ci pensa? L'unica a cui chiede aiuto è Ornella, sorella di Andrea. Ornella lavora nello stesso ospedale di Anna, nel reparto maternità… … e in quello stesso reparto Anna si trova, stavolta sua malgrado, a fare visita all'amica, quando scopre di essere incinta. Non ha il coraggio di dirlo al marito, che non perde un'occasione per sottolineare la sua allergia alle responsabilità. E così ancora una volta Anna è sola a dover fare una scelta. Un aiuto prezioso e inaspettato le arriva da Elide, una vecchia paziente dell'ospedale che come la giovane caposala si trova di fronte a una scelta difficile che comporta grandi responsabilità: l'amputazione di una gamba, e quindi la perdita della propria indipendenza, contro il rischio di morire. Per entrambe c'è da scegliere tra la vita e la morte, tra il proprio istinto e la responsabilità di fronte agli altri. Una nuova vita sta per iniziare per Anna. L'inizio non sarà stato dei migliori, ma lascia presagire molte sorprese.
- Altri interpreti: Anna Longhi (Elide Sermonti), Ninni Bruschetta

## Madri
Le settimane passano e Anna non ha ancora deciso se tenere il bambino che, all'insaputa del padre, continua a crescere dentro di sé. E proprio mentre cerca di affrontare questa scelta con calma e serenità, un neonato irrompe nel reparto: è Lorenzo, figlio di una paziente ricoverata d'urgenza per epatopatia. La donna è sola, abbandonata dall'uomo che quel figlio non ha mai voluto, perché già padre di altri figli. Gabriella Boschi, che alla sola idea di avere un bambino inizia ad agitarsi, si trova di fronte a un piccolo paziente difficile da gestire. Anna invece di istinto materno ne ha da vendere, e non fa fatica a prendere in mano la situazione e a curarsi del neonato. Qualche difficoltà in più, invece, la mostra quando deve gestire il suo di figlio, Pietro, abbandonato fuori dalla palestra da un padre che scorda facilmente gli appuntamenti. Qui Anna tira fuori tutta la sua fragilità e la sua paura, anche questa materna, nel momento in cui perde le tracce del bambino. E tira fuori, soprattutto, il suo istinto di protezione quando, mentendo, gli racconta una scusa per giustificare la dimenticanza del papà. Un altro figlio alle prese con una madre deve affrontare invece Danzi: il ragazzo, figlio di una vecchia donna derubata e poi portata misteriosamente in ospedale in seguito a un malore, minaccia i medici del reparto ritenendoli responsabili di quanto accaduto a sua madre. Danzi, di tutta risposta, risolve la diagnosi con la solita prontezza, e trova il vero responsabile dell'accaduto, un drogato al limite della disperazione. Infine un'ultima storia tra madre e figlio coinvolge tragicamente Pogliani. Dopo aver rifiutato di avere notizie da un padre che non sente da anni, il giovane medico perde improvvisamente la madre, vittima di un investimento d'auto. L'uomo alla guida, in stato di shock, viene ricoverato proprio nel reparto in cui, dopo una notte di disperazione e perdita, lavora il medico. Riconosciuta l'identità del paziente, Pogliani non si trattiene e sfoga la sua rabbia. Il legame che lo unisce sempre più ad Anna dovrà aspettare un po' di serenità per continuare a crescere.
- Altri interpreti: Anna Longhi (Elide Sermonti), Mariella Valentini (Marina Sermonti)

## Ragioni e sentimenti
Amal è un giovane extracomunitario che arriva in reparto privo di forze, e di parole comprensibili.
Jasmine è una bambina che potrebbe salvarsi solo grazie a un intervento, se la sua religione non le impedisse di sottoporsi a trasfusioni.
Così Bergamini si mette in gioco in prima persona, mostrandoci per la prima volta il suo lato più umano, e riesce a salvare la vita di Jasmine cercando di spiegare i motivi per cui ha agito. Marco si arma di tutte le tecnologie a disposizione per interpretare le frasi senza senso di Amal, e scopre così che è appena arrivato in Italia come clandestino. Ma anche Danzi deve riuscire a interpretare un linguaggio: quello del silenzio di suo figlio Edoardo che, con grande preoccupazione della madre e delle maestre, continua a non parlare. Non è con l'aiuto di una psicologa che il medico vuole affrontare il problema, ma tramite il linguaggio che lui conosce meglio, quello della ricerca scientifica. L'incomunicabilità invece sembra insormontabile tra Sante Guerrini, anziano generale ricoverato da qualche tempo in reparto, e suo figlio, ragazzo silenzioso e dal carattere meno combattivo di suo padre, eppure non meno forte nello stargli accanto e nel sorreggerlo in maniera nascosta.
Anna infine rompe la barriera del silenzio con Andrea e gli dice di essere incinta. L'ex marito però non la prende come sperava: lui quel bambino non lo vuole, e ora che non sono neanche più una coppia non è un problema suo. Anna è distrutta: non è questa la nuova vita che desiderava, sola con due figli. Quello che sperava, e spera ancora, è una vita con qualcun altro, qualcuno come Giacomo in grado di regalarle una notte magica e spensierata. Ma a quella seconda gravidanza non se la sente di rinunciare, e così di quel bimbo che porta in grembo ancora non ha deciso cosa fare.
- Altri interpreti: Gian Piero Rotoli (Giovane manager)

## Un giorno particolare
Riccardo Marani è un paziente "speciale" al Sant'Angelo, perché accompagnato da una scorta che non lo perde mai d'occhio, e dalla cattiva reputazione che si trascina dietro per i suoi crimini. Un detenuto non se era mai avuto in reparto, e non tutti riescono ad accoglierlo e guardarlo con gli occhi liberi dal pregiudizio. Ci prova Marco, che dopo l'iniziale timore, riesce a scorgere l'uomo dietro il detenuto, e a comprendere la tragica situazione in cui si trova. Affetto da leucemia mieloide acuta, l'unica possibilità che ha di salvarsi è un trapianto di midollo, ma nessuno, neanche sangue del suo sangue, è disposto a donarlo. Riccardo ha un figlio che si è sempre rifiutato di conoscere. Oggi il ragazzo ha vent'anni, e tanti motivi per odiare quell'uomo. Cosciente di non dover niente al padre ma di non potersi caricare della responsabilità della sua morte, dovrà superare il suo rancore. Diverso è il legame che lega Elisa e Aldo, una coppia di anziani che si prepara alla morte armandosi dei ricordi di una vita felice, trascorsa insieme. La donna, colpita dall'influenza, non ha molto tempo ancora davanti a sé, ma ha un instancabile compagno accanto che non la lascia sola un attimo, e due figli che per amore della madre stanno arrivando dal Belgio. Pogliani, commosso da un sentimento che ha vinto su tutto, povertà compresa, promette di fare il possibile perché i ragazzi la trovino viva… Una lotta contro il destino, che però al Sant'Angelo non possono vincere; un'emergenza tiene il medico lontano dalla stanza della donna, quando torna Elisa se ne è andata in silenzio come quando è arrivata, e sorridente, come ha sempre vissuto. Non tutte le coppie vivono l'amore con questa profondità, e i genitori di Matteo sono l'esempio delle vere e proprie guerre, fatte di accuse e urla, che spesso legano chi si è amato un tempo, ma non lo ricorda più. Anche di fronte alla malattia del figlio, i due non smettono di accusarsi, tanto da non riuscire a preoccuparsi veramente per quel ragazzo che tanto rivendicano di amare. Sono proprio le loro urla, e lo sguardo di quel giovane assordato e perso, che fanno capire ad Anna quanto difficile è per un figlio vedere la propria famiglia disfarsi, ed eccola in corsa allora per la recita di Pietro, sicura che il figlio ne trarrà solo gioia. La data dell'aborto è stata fissata, ma un incidente in reparto distrugge la sua scelta: una barella con cui scontrarsi, il sangue che gocciola a terra e la paura di averlo ucciso prima del previsto quel figlio indesiderato; un'altra corsa, verso maternità questa volta, per vedere se c'è ancora la vita dentro di lei e le lacrime di felicità quando scopre che sì, tutto è a posto. La decisione di tenerlo è logica come la scelta di parlarne a Giacomo quanto prima. Anche Angelo comincia ad avere problemi familiari. Sua figlia Katia è un osso duro, proprio come lui, e trovare un dialogo a volte sembra impossibile.
- Altri interpreti: Rinat Khismatouline (Caporale)

## La vergogna
Benedetta è una delle tante ex di Giacomo e si ripresenta, dopo del tempo, davanti a lui, perché non riesce ad accettare la verità sulla salute di suo figlio. Sandro è un atleta e quei problemi al cuore per lui possono significare la fine di un sogno. Allora è meglio pensare che non esistano, che siano il frutto di uno sporco boicottaggio che vuole escluderlo dalle gare. Starà a Giacomo cercare di addolcire la verità, e renderla un boccone meno amaro sia per il ragazzo che per sua madre. C'è chi invece quel boccone non solo lo rifiuta, ma lo rigetta anche: si tratta di Sadik, una donna indiana, che pur di non accettare la verità sulla nuova vita "occidentale" di sua figlia, si chiude in un ostinato silenzio e rifiuta di essere toccata dalla ragazza in pena. Ben più amaro, purtroppo, è il boccone ingoiato da Debora, la ragazza che di notte arriva al Sant'Angelo sotto shock. Ha ingoiato un ovulo di cocaina, e ora la paura che si rompa, dentro di lei, l'ha gettata nel panico. L'intervento immediato e lucido di Danzi la salva dal pericolo di morte, ma non dall'arrivo degli agenti di polizia che ora le chiedono i nomi dei suoi compagni. Debora fa solo un nome: Mirco, il suo ragazzo, la sta aspettando all'aeroporto, dopo aver ingerito anche i suoi ovuli dopo che lei era stata colta dalla paura. Quando i poliziotti lo trovano, addosso ha già i primi sintomi dell'intossicazione. Folle è la corsa in ospedale, e poi dal reparto alla sala operatoria. Ma è una corsa inutile: davanti all'ascensore i lineamenti di Mirco, contratti per il dolore, si distendono per sempre. Danzi riconosce in lui il ragazzo che tempo prima ha provato a salvare, ma con cui ha fallito. Mentre la Boschi comincia a pensare di avere un figlio, Anna è ancora alle prese con i dubbi sulla sua gravidanza: non fa in tempo a parlarne con Giacomo che il medico scopre la verità per conto suo. Si sente tradito per quella verità che Anna non ha avuto il coraggio di condividere prima, e mosso dalla rabbia si getta tra le braccia di Azzurra, la giovane e avvenente stagista.
- altri interpreti: Raffaele Pisu

## Errori
L'attesa fuori dalla sala di rianimazione, per il padre di Sandra, sembra interminabile. La donna è appena stata sottoposta ad una tracheotomia d'urgenza, eseguita da Danzi, dopo aver avuto una reazione allergica ad un antibiotico. Errare è umano, e l'errore stavolta è della Boschi, già di per sé insicura nella sua professione, ora letteralmente paralizzata dalla tragica conseguenza di ciò che ha fatto.
La denuncia, da parte del padre della paziente, è un pericolo vicino. Ma per decidere se vendicare la sorte della donna bisogna aspettare, come per scoprire se l'intervento di Danzi è stato sufficiente a salvarle la vita. Ad aspettare sembra invece essersi ormai abituato il signor Gualtieri, l'anziano bersagliere che ha terminato la sua degenza in ospedale, e ora è seduto nell'atrio mentre attende che la figlia, Cecilia, lo venga a prendere. L'attesa, però, da breve che doveva essere, diventa estenuante, e il timore di essere di fronte all'ennesimo abbandono di un anziano comincia a serpeggiare nel reparto.
Un'attesa ben più felice è quella che riguarda Mirella Corti, moglie di un paziente, Roberto, al terzo mese di gravidanza. Moglie e marito sembrano essere molto uniti, la loro vita scorre serena, senza problemi, a parte quella febbre che assilla l'uomo da qualche settimana. La diagnosi arriva quasi subito, grazie all'intuito di Giacomo. Ma insieme a quella arriva anche una terribile scoperta: l'uomo è sieropositivo. Roberto è sconvolto, nell'anima si susseguono reazioni violente e forti: l'incredulità, il rifiuto, la volontà di farla finita e la vergogna per quello che anche la moglie rischia. E quello si rivela il passo più difficile: raccontare a Mirella, la compagna della vita, del tradimento compiuto, della malattia presa e della possibilità che quel figlio tanto voluto l'abbia contratta.
Anna è molto coinvolta nella vicenda, forse perché anche lei, come Mirella, sente il peso della responsabilità per la vita che porta dentro di sé. La lontananza di Giacomo, ormai invischiato in una tresca con la stagista, la fa soffrire e il vederlo già fra le braccia di un'altra donna non è certo facile. A complicare le cose i litigi con Andrea e la sua intenzione di portarle via Pietro, un'intenzione che fortunatamente sfocia nel nulla. Nessuna dolce attesa invece potrà mai arrivare per la Boschi, che scopre di non potere avere figli. Reagisce molto male, e forse proprio a causa di questo commette l'errore che mette a rischio la vita della paziente. Mentre si accentuano gli scontri tra Angelo e sua figlia Katia, la ragazza inizia ad avvicinarsi, all'insaputa del padre, a Marco.
- Altri interpreti: Damiano Russo (Michele); Raffaele Pisu

## Il prezzo della verità
Elvira Pozzi, assistente sociale, è così appassionata del suo lavoro, così presa dall'importanza di ciò che la aspetta, fuori dall'ospedale, da arrivare a nascondere il dolore alla gamba che la assilla, proprio il giorno della dimissione.
Mirella, incinta di tre mesi di un figlio che ha voluto con tutta se stessa, ma che ora scopre malato a causa dell'infedeltà di suo marito, decide di interrompere la gravidanza. Elena, giovane e bella, a pochi giorni dal matrimonio con il ragazzo che ama, scopre di avere la sclerosi multipla, e decide di lasciare il fidanzato, senza raccontargli la verità. Non vuole intraprendere una vita in due diversa da come l'aveva desiderata, e decide di farsi odiare piuttosto che compatire. Tutte queste donne sanno ciò che vogliono e sono consapevoli del dolore che le aspetta, ma lo affrontano con responsabilità e coraggio. 
Altre due donne, nel frattempo, lottano tra di loro per il primato sull'uomo a cui sono legate, Sebastiano, che è ricoverato con una grave amnesia. Prima di perdere la memoria, aveva scelto di lasciare la moglie per un altro amore, ma ora che non ricorda più nulla, tra le due donne sembra non esserci più alcuna differenza. La moglie Paola se ne approfitta, e sfrutta i vantaggi legali per tenere la nuova compagna del marito all'oscuro della sua situazione clinica.
Anche per Gabriella è arrivato il momento della rivalsa, dopo gli errori commessi in passato, risolve il caso della Pozzi e si riscatta di fronte a Bergamini. Ma ciò che è avvenuto a Sandra, nell'episodio precedente, continua a pesare sulla vita del nostro reparto e dei suoi medici. Si dovrà riunire una commissione interna per analizzare l'accaduto, e Danzi sembra avere qualche problema a fornire la documentazione necessaria sul suo stato professionale…

## Un amico per nemico
Danzi è appena uscito di scena. Non si è mai laureato in medicina, ha esercitato la professione illegalmente, ed ora le conseguenze della sua scelta ricadono su tutto il reparto, primo fra tutti Bergamini. Giacomo intanto si rende conto che Vittorio non è il padre che desiderava aver ritrovato: non ha lasciato l'America per lui, ma perché alcolizzato a rischio in cerca di un nuovo fegato.
Anna invece non vuole per suo figlio un padre che non sia degno di portare questo nome. Andrea infatti dà sempre maggiore prova della sua irresponsabilità quando in reparto si scopre che l'operaio infortunatosi in un cantiere lavora, in nero, proprio per lui...

## Legami
Umberto e Margherita, entrambi ricoverati con sintomi molto simili, lavorano nella stessa ong. Lui ha offerto un lavoro a lei, sieropositiva con problemi di droga, per aiutarla a rifarsi una vita. A causa di un batterio trasmesso attraverso le docce della struttura in cui lavorano, i due si sono ammalati di legionella. Mal comune mezzo gaudio, si potrebbe dire in questo caso, ma al dolore ognuno risponde in maniera diversa, e a volte la nostra sofferenza ci rende indifferente di fronte a quella degli altri...
Giacomo segue la vicenda di Margherita e si avvicina a suo figlio Anthony, che le sta sempre accanto e affronta la sua situazione critica con coraggio. Margherita, infatti, soffre anche di una grave insufficienza renale e, per sopravvivere, dovrà sperare in un trapianto di rene.
Ed è ancora un trapianto quello che può salvare la vita di un altro paziente che sta molto a cuore a Giacomo: suo padre. Anche se inizialmente si rifiuta di aiutarlo, perché ancora accecato dalla rabbia verso l'uomo che l'ha abbandonato, Giacomo alla fine deve ammettere di tenere molto a lui, e dovrà trovare un modo per tentare di salvargli la vita.
Del resto Giacomo è fatto così, e lo conosciamo soprattutto per la sua umanità, il suo istinto a salvare vite umane, la sua compassione. Non per tutti i medici si può dire lo stesso, men che meno per Sassi, il nuovo arrivo del reparto.
Cinico e arrogante, Sassi si distingue per la facilità e velocità delle sue diagnosi, che a volte possono essere giuste, a volte no. E quando non lo sono bisogna ammettere di aver sbagliato, rimediare al proprio errore e soprattutto spiegarlo al paziente. È il caso di una giovane donna operata di un'appendicite inesistente, che continua ad avere forti dolori inspiegabili... Riusciranno i nostri medici a scoprire la natura della sua malattia?

## Seconda pelle
Bergamini è alla vigilia dei suoi 55 anni. È sempre stato un pilastro fermo nel nostro reparto, eppure anche lui, presto o tardi, deve affrontare la sua crisi, una di quelle crisi che ti stravolgono la vita, e che ti mettono di fronte a delle scelte. L'incontro con una sua vecchia fiamma, Emma, malata di tumore, lo riporta alla felicità dei tempi passati e lo spinge ad interrogarsi su ciò che ha avuto nella vita, e ciò che avrebbe voluto avere. Così quell'uomo che ha sempre agito seguendo la ragione, per la prima volta riscopre le scelte del cuore, quelle irrazionali, e ci stupisce dichiarandosi alla Gulotta.
Giulio è un paziente con un grave deficit cognitivo. Viene ricoverato per una sospetta epatite, accompagnato dalla madre Anita che, instancabile e affettuosa, non lo lascia solo un attimo. Ad occuparsi del caso è Gabriella, che raccoglie la confessione di una madre vinta dalla stanchezza e dal dolore. Anita ha tentato di mettere fine alle sofferenze del figlio nel modo più ingiusto, ora non ha più la forza per sopportare il peso di quel terribile segreto...
Ma poi ci sono scelte che, seppure difficili, ti portano avanti, dove non immaginavi di arrivare. È il caso di una paziente, Emanuela, abbandonata dalla madre, che non vede né sente da anni. Quando scopre di essere affetta da una malattia ereditaria, decide di contattare la donna che ha evitato per anni dimostrando coraggio e generosità.
La scelta di Giacomo, infine, quella di donare parte del fegato a suo padre, non ha gli esiti che si aspettava: la commissione etica che si occupa del caso si rifiuta di dare l'autorizzazione, e Giacomo non sa come sfogare la sua rabbia.
- Altri interpreti: Giselda Volodi, Valentina Carnelutti, Fabrizio Coniglio

## Nel cerchio di fuoco
Katia ha sempre desiderato lavorare nelle ambulanze e ha aspettato il suo primo codice rosso con impazienza: l'occasione arriva con un incidente stradale che coinvolge due giovani ragazzi. Lei non ce la fa, lui sì, anche grazie al supporto di Katia che, però, si lascia coinvolgere nella sua tragedia, mostrandosi fragile... forse troppo per essere una volontaria nelle ambulanze. A dirglielo sono il padre, Angelo, e Marco che per la prima volta non sembra capace di sostenerla e la giudica inadatta a questo mestiere. Tra i due fidanzati nascono i primi problemi. Sarà il loro rapporto abbastanza forte da superarli?
Sassi mostra per la prima volta le sue debolezze, il suo lato più umano, nell'affrontare il caso di Jonathan, un ragazzo che, come è successo a lui, soffre di una malattia di cui si vergogna. A volte per indovinare una diagnosi non basta ascoltare quello che dicono i pazienti, ma anche quello che non dicono...
La debolezza a volte può avere risvolti più comuni, come nel caso di Nora e suo marito Fulvio. Proprio nel giorno del loro matrimonio, un'intossicazione alimentare durante il banchetto nuziale li costringe in ospedale. Il reparto diventa così il terreno di scontro di un triangolo purtroppo noto a tutti: quello formato dalla giovane coppia e l'invadente suocera.
La crisi che investe Bergamini continua a mostrarci la fragilità di un uomo che ama invece mostrarsi indistruttibile. Di fronte alla malattia di Emma, che rifiuta di sottoporsi alla chemioterapia, il primario non sa come comportarsi, e decide di non insistere. Anche la sua relazione con la Gulotta, che rischia di venire alla luce, è messa a dura prova.
Infine Gabriella Boschi, il medico che delle sue debolezze ha fatto un carattere distintivo, ci svela per la prima volta il suo lato più forte e agguerrito. Dopo il primo colloquio per l'adozione, sembra più determinata a seguire le sue scelte e si impegna a dimostrare a tutti quanto vale, anche nel rapporto umano con i pazienti.

## Arrivi e partenze
Emma ha deciso di voler morire perché la spaventa una vita fatta di dolore, pietà, dipendenza dagli altri, e solitudine. Chiede così di essere aiutata a smettere di soffrire, ma nessuno è disposto a farlo, tantomeno Bergamini, che la affida invece alle cure affettuose di Anna. Tra le due donne nasce un rapporto di stima e amicizia, un legame che accompagnerà Anna per sempre.
Il reparto viene allo stesso tempo invaso dal ricovero di un gruppo di bambini talassemici provenienti dal Medio Oriente. I piccoli pazienti devono fare quelle trasfusioni che li tengono in vita, e che la situazione bellica nel loro Paese non rende più disponibili. Tra questi c'è Mustafa. Ha solo quattro anni e rispetto agli altri bambini ha un problema in più: un'intolleranza al sangue. Le cure dei nostri lo portano fuori pericolo e lo preparano al trapianto di midollo che, però, ha bisogno di un donatore compatibile. E il donatore arriva, inaspettatamente, grazie alla sorellina che la mamma di Mustafa partorisce, senza alcun preavviso, a casa di Gabriella Boschi. È questa un'occasione per la nostra dottoressa di dimostrare come sa prendere in mano le situazioni d'emergenza.
Giacomo, invece, deve fare i conti per la prima volta con la sua fallibilità e assumersi la responsabilità dei propri errori. Per una sua dimenticanza un paziente rischia di morire e con coraggio il medico deve ammettere di aver sbagliato.

## Missione India
Bergamini, ancora tormentato dalla morte di Emma, si ritrova in reparto un paziente affetto da paralisi progressiva che, di fronte al dolore e a una prospettiva di vita difficile, gli chiede di aiutarlo a morire... Bergamini si trova di nuovo costretto ad affrontare a una difficile scelta. Samuele, un ragazzo di vent'anni, in un eccesso di protezione nei confronti della madre, decide di tenerle nascosto un suo viaggio in India per non farla preoccupare. Ma proprio in quel viaggio si nasconde l'origine della sua malattia, e il protrarsi della bugia mette in difficoltà i nostri medici nella formulazione della diagnosi. "Siamo i medici peggiori con le persone che amiamo", aveva detto una volta Sassi. Eppure è proprio lui adesso a permettere a un amico e collega di intervenire in qualità di medico nel caso della moglie, ricoverata nel nostro reparto. Dovrebbe essere un gesto di fiducia e amicizia, ma si rivelerà un grave errore... Il bene degli altri a volte si fa mettendosi da parte. È così per Giacomo che, continuando a stare con Camilla mentre pensa ad Anna, capisce finalmente che così non fa il bene di nessuno. Camilla merita molto più di quello che lui riesce a darle, e non si può amare qualcuno per forza. Allo stesso tempo, però, non si può smettere di amare qualcuno per forza... Giacomo deve prendere atto dei suoi sentimenti per Anna. Riuscirà finalmente il dottor Pogliani a dichiararsi alla bella caposala?